# 스즈키 게이타 (1981년 7월 8일)
스즈키 게이타(일본어: 鈴木 啓太, 1981년 7월 8일 ~ )는 일본의 전직 축구 선수로 현역 시절 우라와 레즈의 핵심 미드필더로 활약했으며 2002년 아시안 게임 은메달리스트이다.

## 구단 경력
2000년 J2리그의 우라와 레즈에 입단했다. 2000년 J2리그 준우승으로 J1리그로 승격했다. 2006년에 J1리그 우승을 차지했다. 2015년까지 379경기에 출전하여, 10득점을 넣었다. 2015년후 현역 은퇴.

## 국가대표팀 경력
그는 2002년 아시안 게임에 참가할 일본 U-23 국가대표팀에 발탁되었으며, 은메달 획득에 기여했다.
그는 2006년 8월 9일 트리니다드 토바고과의 경기에서 일본 국가대표팀에 데뷔했다. 2007년 AFC 아시안컵, 2008년 동아시아 축구 선수권 대회에도 출전했다. 그는 2008년까지 국제 A매치 통산 28경기에 출전했다.

## 통계
| 일본 | 일본 | 일본 |
| 연도 | 출전 | 득점 |
| ---- | ---- | ---- |
| 2006 | 7    | 0    |
| 2007 | 13   | 0    |
| 2008 | 8    | 0    |
| 통산 | 28   | 0    |

## 수상

### 클럽
우라와 레즈
- J1리그 : 우승 (2006), 준우승 (2004, 2005, 2007, 2014), 3위 (2012)
- J2리그 : 준우승 (2000)
- J리그컵 : 우승 (2003), 준우승 (2002, 2004, 2011, 2013), 4강 (2005)
- 일왕배 : 우승 (2005, 2006), 준우승 (2015), 4강 (2004)
- AFC 챔피언스리그 : 우승 (2007), 4강 (2008)
- FIFA 클럽 월드컵 : 3위 (2007)
- 일본 슈퍼컵 : 우승 (2006), 준우승 (2007)

### 국가대표팀
일본 U-23
- 아시안 게임 : 은메달 (2002)

 일본
- AFC 아시안컵 : 4위 (2007)